# Виња дел Мар
Виња дел Мар (шп. Viña del Mar, виноград на мору), је град на пацифичкој обали у централном делу Чилеа. Налази се око 110 км северозападно од главног града Сантјага и на јужном делу граничи са суседним градом Валпараисом. 2004. године град је имао 318.000 становника и по броју становника био је четврти град по величини у Чилеу.
Виња дел Мар популарно летовалиште са бројним плажама.